# Il risveglio dei topi
Il risveglio dei topi (Budjenje pacova) è un film del 1967 diretto da Živojin Pavlović.
Pavlovic vinse l'Orso d'argento al Festival internazionale del cinema di Berlino.

## Trama
In cerca di lavoro e denaro un giovane solitario si innamora di una ragazza sconosciuta e riceve una grossa somma di denaro da un conoscente.
Credendo di aver finalmente raggiunto la felicità resta deluso quando scopre che la ragazza è fuggita con il denaro.